# Mieke Stemerdink

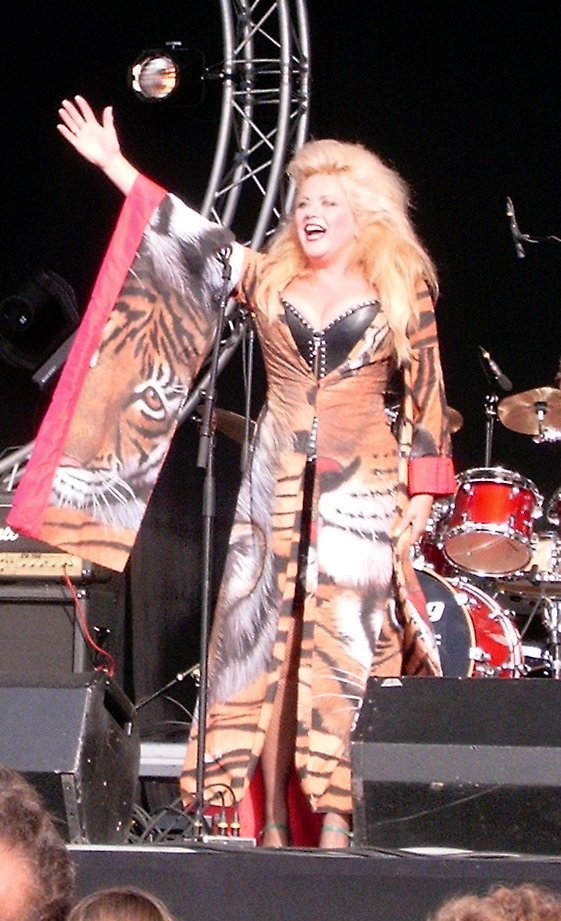
Mieke Stemerdink (2007)

Mieke Stemerdink (Doetinchem, 10 december 1963) is een Nederlandse zangeres. Ze is de voormalige leadzangeres van De Gigantjes en staat onder meer bekend om haar torenhoge suikerspinkapsel. In 1999 verruilde ze De Gigantjes voor een solocarrière.
Stemerdink zingt in Girls Wanna Have Fun, een gelegenheidsformatie met wisselende bezetting van enkele bekende vrouwelijke muzikanten zoals Frédérique Spigt, Manuëla Kemp, Monique en Suzanne Klemann, in Mieke Giga's New Swing Show, een bigband van zeventien muzikanten en Mieke und 3 Männer im Schnee met Duits repertoire van onder anderen Marlene Dietrich en Nina Hagen. Zij zingt in de bigband Haarlemmermeer en deed gastoptredens bij de formatie Pee Bee & The Night Train, beide onder leiding van Paul Beugels.
In 2006 deed ze in het BNN-programma Katja vs De Rest mee als een van de Spice Girls met het nummer Wannabe.
Op 4 september 2014 kwam haar album Oh Liefde uit bij Top Notch, waarop dertien levensliedjes staan over moeders, mannen, hoeren en de dood met teksten van onder anderen Huub van der Lubbe en Guido Belcanto.